# Juan Carlos Montenegro
Juan Carlos Montenegro Benavides (* 10. Januar 1981 in Tulcán) ist ein ecuadorianischer Radrennfahrer.
Juan Carlos Montenegro gewann 2002 die Bronzemedaille im Einzelzeitfahren der U23-Klasse bei der panamerikanischen Meisterschaft. In der Saison 2005 war er auf dem zwölften Teilstück der Vuelta a Ecuador erfolgreich. 2007 wurde Montenegro in Cayambe ecuadorianischer Meister im Einzelzeitfahren. Außerdem gewann er eine Etappe bei der Vuelta a Imbabura.
Montenegro ist seit 2001 ausgebildeter Polizist und fährt für das Radsportteam, das die nationale Polizeischule Ecuadors (die auch einen Fußballverein in der ersten ecuadorianischen Liga besitzt) in Verbindung mit dem Sportbund der Provinz Carchi unterhält. Dieser trägt den Namen Federación Deportiva del Carchi-Espoli. Im Jahr 2004 hatte er offenbar einen kurzen Vertrag bei der spanischen Mannschaft Olid Club.

## Erfolge
2005
- eine Etappe Vuelta a Ecuador

2007
- Ecuadorianischer Meister – Zeitfahren